# چومیش
چومیش (به لاتین: Chumysh) یک رود در روسیه است که در سرزمین آلتای واقع شده‌است.